# Нігер на літніх Олімпійських іграх 2016
Нігер на літніх Олімпійських іграх 2016 представляли 6 спортсменів у 4 видах спорту. 

## Медалісти
| Медалі | Спортсмени               | Вид спорту | Дисципліна            | Дата      |
| ------ | ------------------------ | ---------- | --------------------- | --------- |
| Срібло | Іссуфу Алфага Абдулразак | Тхеквондо  | Чоловіки, понад 80 кг | 20 серпня |

## Легка атлетика
Легенда
- Note – для трекових дисциплін місце вказане лише для забігу, в якому взяв участь спортсмен
- Q = пройшов у наступне коло напряму
- q = пройшов у наступне коло за добором (для трекових дисциплін - найшвидші часи серед тих, хто не пройшов напряму; для технічних дисциплін - увійшов до визначеної кількості фіналістів за місцем якщо напряму пройшло менше спортсменів, ніж визначена кількість)
- NR = Національний рекорд
- N/A = Коло відсутнє у цій дисципліні
- Bye = спортсменові не потрібно змагатися у цьому колі

Трекові і шосейні дисципліни
| Спортсмен              | Дисципліна                   | Попередній забіг | Попередній забіг | Півфінал         | Півфінал         | Фінал            | Фінал            |
| Спортсмен              | Дисципліна                   | Результат        | Місце            | Результат        | Місце            | Результат        | Місце            |
| ---------------------- | ---------------------------- | ---------------- | ---------------- | ---------------- | ---------------- | ---------------- | ---------------- |
| Уссейні Джибо Індрісса | біг на 400 метрів (чоловіки) | 50.06            | 8                | Завершив виступ  | Завершив виступ  | Завершив виступ  | Завершив виступ  |
| Маріама Мамуду Іттату  | біг на 400 метрів (жінки)    | 54.32            | 6                | Завершила виступ | Завершила виступ | Завершила виступ | Завершила виступ |

## Дзюдо
| Спортсмен   | Категорія           | 1/32 фіналу        | 1/16 фіналу               | 1/8 фіналу         | Чвертьфінали       | Півфінали          | Втішний поєдинок   | Фінал / БМ         | Фінал / БМ      |
| Спортсмен   | Категорія           | Суперник Результат | Суперник Результат        | Суперник Результат | Суперник Результат | Суперник Результат | Суперник Результат | Суперник Результат | Місце           |
| ----------- | ------------------- | ------------------ | ------------------------- | ------------------ | ------------------ | ------------------ | ------------------ | ------------------ | --------------- |
| Ахмед Гумар | до 73 кг (чоловіки) | Bye                | Delpopolo (USA) L 000–100 | Завершив виступ    | Завершив виступ    | Завершив виступ    | Завершив виступ    | Завершив виступ    | Завершив виступ |

## Плавання
| Спортсмен       | Дисципліна                          | Попередній заплив | Попередній заплив | Півфінал         | Півфінал         | Фінал            | Фінал            |
| Спортсмен       | Дисципліна                          | Час               | Місце             | Час              | Місце            | Час              | Місце            |
| --------------- | ----------------------------------- | ----------------- | ----------------- | ---------------- | ---------------- | ---------------- | ---------------- |
| Альбахір Муктар | 50 метрів вільним стилем (чоловіки) | 26.56 NR          | 70                | Завершив виступ  | Завершив виступ  | Завершив виступ  | Завершив виступ  |
| Рукая Махамане  | 50 метрів вільним стилем (жінки)    | 35.60 NR          | 83                | Завершила виступ | Завершила виступ | Завершила виступ | Завершила виступ |

## Тхеквондо
| Спортсмен         | Категорія              | 1/8 фіналу          | Чвертьфінали        | Півфінали          | Втішний поєдинок   | Фінал / БМ         | Фінал / БМ |
| Спортсмен         | Категорія              | Суперник Результат  | Суперник Результат  | Суперник Результат | Суперник Результат | Суперник Результат | Місце      |
| ----------------- | ---------------------- | ------------------- | ------------------- | ------------------ | ------------------ | ------------------ | ---------- |
| Іссуфу Абдулразак | понад 80 кг (чоловіки) | N'diaye (FRA) W 6–0 | Сікейра (BRA) W 6–1 | Шокін (UZB) W 8–2  | Bye                | Ісаєв (AZE) L 2–6  | 2          |